# Прокопенко, Фёдор Александрович
Фёдор Александрович Прокопенко (род. 20 мая 1939) — передовик своетской металлургии, старший вальцовщик Новолипецкого металлургического комбината имени Ю. В. Андропова Министерства чёрной металлургии СССР, Липецкая область, полный кавалер Ордена Трудовой Славы (1984). Почётный гражданин города Липецка (2008).

## Биография
Родился в деревне Переносы Брагинского района Полесской области Белорусской ССР в белорусской семье военнослужащего. Завершил обучение в местной сельской школе, и в 1957 году переехал на постоянное место жительство в город Липецк. Прошёл обучение в Липецком техническом училище №1, получил специальность вальцовщик стана холодной прокатки.
В 1959 году начал свою трудовую деятельность помощником вальцовщика в листопрокатном цехе, а позже перешёл в цех холодной прокатки Новолипецкого металлургического комбината. Со временем стал трудиться вальцовщиком, являлся передовиком производства. С 1970 года работал старшим вальцовщиком листопрокатного цеха №2. 
Указом Президиума Верховного Совета СССР от 21 апреля 1975 года был награждён орденом Трудовой Славы III степени. 
Указом Президиума Верховного Совета СССР от 2 марта 1981 года был награждён орденом Трудовой Славы II степени.
В 1977 году завершил заочное обучение в Украинском индустриальном техникуме в городе Днепропетровске. В 1983 году принял участие в выставке достижений народного хозяйства. Много работал с молодёжью, передавал опыт, занимался наставничеством. Одним из его учеников является Владимир Петрович Настич - генеральный директор Новолипецкого комбината с 2004 по 2010 годы.
Указом Президиума Верховного Совета СССР от 26 ноября 1984 года за достижение высоких результатов в выполнении планов и социалистических обязательств по увеличению выпуска качественного металла был награждён орденом Трудовой Славы I степени. Стал полным кавалером Ордена Трудовой Славы. 
В 1994 году вышел на пенсию. Был депутатом Липецкого областного Совета народных депутатов (1987-1990), являлся делегатом XVIII и XIX съездов профсоюзов. С 2008 года почётный гражданин Липецка. 
Живёт в Липецке. 

## Награды и звания
- Орден Трудовой Славы - I степени (26.11.1984);
- Орден Трудовой Славы - II степени (02.03.1981);
- Орден Трудовой Славы - III степени (21.04.1975);
- Почётный металлург СССР;
- Почётный гражданин Липецка (2008).